# Hoffmanniana

Hoffmanniana (en russe : Гофманиана) est le scénario d'un film de 1974 jamais réalisé du réalisateur russe Andreï Tarkovski.
Le scénario est inspiré de la vie et l'œuvre de l'écrivain romantique allemand Ernst Theodor Wilhelm Hoffmann.

## Le projet
Andreï Tarkovski écrit le scénario d'un film sur la vie de E. T. W. Hoffmann pendant l'été 1974 en accord avec les studios estoniens Tallinnfilm. Il soumet le script en octobre et les officiels de Tallinnfilm jugent que seul Tarkovski est capable de réaliser le film. Le script est envoyé en février 1976 aux studios Goskino de Moscou, où ont été tournés la plupart des films de Tarkovski, et est approuvé, mais le tournage du film ne démarrera jamais. En 1984, pendant son exil à l'ouest, Tarkovski révise le scénario et y fait quelques modifications avant d'abandonner l'idée de réaliser le film.

## Adaptation théâtrale
Hoffmanniana est adapté et mis en scène par Dietrich Sagert au Théâtre national de Chaillot avec Claude Guyonnet dans le rôle principal, celui de l'écrivain romantique E. T. W. Hoffmann. La pièce est créée le 5 mai 2003. Les décors et costumes sont d'Alexander Wolf.